# Astillé
Astillé är en kommun i departementet Mayenne i regionen Pays de la Loire i nordvästra Frankrike. Kommunen ligger i kantonen Saint-Berthevin som tillhör arrondissementet Laval. År 2022 hade Astillé 887 invånare.

## Befolkningsutveckling
Antalet invånare i kommunen Astillé
| Referens: INSEE |